# القلب يريد المزيد (فلم هندي)
Dil Maange More (القلب يريد المزيد) هو فيلم بوليودي رومنسي درامي صدر عام 2004 من إخراج أنانت ماهاديفان والتي تنتجها ستريت للإنتاج. تم تصويره في الهند في اللغة الهندية. وكان الفيلم على إجمالي متوسط في شباك التذاكر.

## روابط خارجية
- مقالات تستعمل روابط فنية بلا صلة مع ويكي بيانات